# カレル・リスモン
カレル・リスモン （Karel Lismont、1949年3月8日 - ）は、ベルギーの陸上競技選手。マラソン得意とした選手で、1972年ミュンヘンオリンピックでは銀メダルを、1976年モントリオールオリンピックでは銅メダルを獲得した選手である。リンブルフ州ボルグロン出身。

## 経歴
リスモンは、1971年のヨーロッパ選手権の10000mに出場し28分31秒2の記録で16位という結果を残す。そのときまだリスモンの名はあまり知られていなかった。5日後、彼はマラソンに出場する。このレースはイギリスのトレバー・ライトやロン・ヒル、ベルギーのガストン・ローランツらが優勝候補に挙げられており、リスモンは下馬評にもあがっていなかったが2時間13分09秒のタイムで見事勝利した。
1972年ミュンヘンオリンピックに出場。2時間14分31秒のタイムで、優勝したアメリカのフランク・ショーターに次いで銀メダルを獲得。さらに4年後のモントリオールオリンピックにも出場。2時間11分12秒のタイムで、東ドイツのワルデマール・チェルピンスキー、アメリカのショーターに次いで銅メダルを獲得。2大会連続の表彰台となった。
さらに、2年後の1978年ヨーロッパ選手権、さらに1982年のヨーロッパ選手権でも銅メダルと、ヨーロッパ選手権でも2大会連続、3回の表彰台に立つこととなった。
その後のリスモンは、1980年モスクワオリンピックにも出場するも2時間13分27秒の9位に終わり、オリンピックでの3大会連続のメダル獲得とはならなかった。1983年には第1回の世界選手権が開催され、リスモンは優勝したオーストラリアのロバート・ド・キャステラから1分以上遅れの9位でゴール。1984年には4大会連続のオリンピックとなる1984年ロサンゼルスオリンピックにも出場。しかし、優勝したポルトガルのカルロス・ロペスから8分近く送れてゴール24位という結果に終わった。
同年にはベルリンマラソンで優勝。1986年から開催されたハンブルクマラソンでは、1986年、1987年と連覇を果たしている。

## 自己ベスト
- マラソン - 2時間11分13秒 （1976年7月31日:モントリオール）

## 実績
| 年   | 大会                         | 場所                           | 種目     | 結果 | 記録          |
| ---- | ---------------------------- | ------------------------------ | -------- | ---- | ------------- |
| 1971 | ヨーロッパ陸上競技選手権大会 | ヘルシンキ（フィンランド）     | 10000m   | 16位 | 28分31秒2     |
| 1971 | ヨーロッパ陸上競技選手権大会 | ヘルシンキ（フィンランド）     | マラソン | 1位  | 2時間13分09秒 |
| 1972 | オリンピック                 | ミュンヘン（西ドイツ）         | マラソン | 2位  | 2時間14分32秒 |
| 1976 | アムステルダムマラソン       | アムステルダム（オランダ）     | マラソン | 1位  | 2時間18分48秒 |
| 1976 | オリンピック                 | モントリオール（カナダ）       | マラソン | 3位  | 2時間11分13秒 |
| 1978 | ヨーロッパ陸上競技選手権大会 | プラハ（チェコスロバキア）     | マラソン | 3位  | 2時間12分08秒 |
| 1980 | オリンピック                 | モスクワ（ソビエト連邦）       | マラソン | 9位  | 2時間13分27秒 |
| 1982 | ヨーロッパ陸上競技選手権大会 | アテネ（ギリシャ）             | マラソン | 3位  | 2時間16分04秒 |
| 1983 | 世界陸上競技選手権大会       | ヘルシンキ（フィンランド）     | マラソン | 9位  | 2時間11分24秒 |
| 1983 | ベルリンマラソン             | ベルリン（西ドイツ）           | マラソン | 1位  | 2時間13分37秒 |
| 1984 | オリンピック                 | ロサンゼルス（アメリカ合衆国） | マラソン | 24位 | 2時間13分27秒 |
| 1986 | ハンブルクマラソン           | ハンブルク（西ドイツ）         | マラソン | 1位  | 2時間12分12秒 |
| 1987 | ハンブルクマラソン           | ハンブルク（西ドイツ）         | マラソン | 1位  | 2時間13分46秒 |